# Aloe wanalensis
Aloe wanalensis ist eine Pflanzenart der Gattung der Aloen in der Unterfamilie der Affodillgewächse (Asphodeloideae). Das Artepitheton wanalensis verweist auf das Vorkommen der Art auf dem Wanale-Gebirgskamm des Mount Elgon.

## Beschreibung

### Vegetative Merkmale
Aloe wanalensis wächst stammbildend. Der hängende Stamm erreichte eine Länge von bis zu 3 Meter und ist 4,5 Zentimeter dick. Gelegentlich werden entlang des Stamms Adventivwurzeln ausgebildet. Die Stammspitze ist leicht aufwärtsgebogen. Die 20 bis 28 weichen, biegsamen Laubblätter bilden eine Rosette. Junge Blätter sind aufrecht-ausgebreitet, schmal lanzettlich-zugespitzt und an ihrer Spitze abwärts gebogen. Ältere Blätter sind häufig sichelförmig gebogen. Die mittelgrüne, zu ihrer Mitte hin etwas gelblich grüne Blattspreite ist bis zu 65 Zentimeter lang und 6 Zentimeter breit. Die Blattoberfläche ist glatt. Die weichen, vorwärts zeigenden, grünen, rot gespitzten Zähne am Blattrand sind 2 Millimeter lang und stehen 10 bis 14 Millimeter voneinander entfernt. Der Blattsaft ist trocken trüb gelb.

### Blütenstände und Blüten
Der Blütenstand weist drei bis neun Zweige auf und erreicht eine Länge von 70 bis 80 Zentimeter. Die aufsteigenden, lockeren, zylindrischen Trauben sind 18 Zentimeter lang und 7 Zentimeter breit. Nicht endständige Trauben sind etwas kürzer. Die deltoid-spitzen, braunen Brakteen weisen eine Länge von 4 Millimeter auf und sind 2 Millimeter breit. Die zylindrischen, korallenroten Blüten werden zu ihrer Mündung hin gelb und stehen an 19 bis 21 Millimeter langen Blütenstielen. Sie sind 29 bis 33 Millimeter lang und an ihrer Basis abgestumpft. Auf Höhe des Fruchtknotens weisen die Blüten einen Durchmesser von 6 Millimeter auf. Darüber sind sie sehr leicht verengt und schließlich zur Mündung auf 8 Millimeter erweitert. Ihre äußeren Perigonblätter sind auf einer Länge von 11 Millimetern nicht miteinander verwachsen. Die Staubblätter und der Griffel ragen 2 bis 3 Millimeter aus der Blüte heraus.

## Systematik und Verbreitung
Aloe wanalensis ist in Uganda auf dem Wanale-Gebirgskamm des Mount Elgon auf Steilhängen und Klippenflächen verbreitet.
Die Erstbeschreibung durch Thomas C. Cole und Thomas G. Forrest wurde 2011 veröffentlicht.

## Nachweise